# Staroholandský voláč
Staroholandský voláč je plemeno holuba domácího vyšlechtěné pro okrasný chov. Je to velký holub s velikým kulovitým voletem, vodorovně drženým tělem a bohatými rousy. Trvalé nafouknutí volete jej řadí mezi voláče, v seznamu plemen EE je zařazen do tého plemenné skupiny a to pod číslem 0302.
Staroholandský voláč patří mezi velká, vysokonohá a rousná plemena voláčů, přičemž v této skupině je to jedno z nejstarších plemen, první zmínky o něm pochází už ze začátku 17. století. Pravděpodobně je proto předkem celé řady dalších podobných plemen.
Typickým znakem tohoto plemene je vole, které není ve své dolní části nijak podvázané a zcela plynule přechází v hruď, a vodorovně nesený trup. Toto jsou exteriérové znaky vlastní původním rousným plemenům voláčů a staroholandský voláč je sdílí s podobným voláčem gentským. Co se barevných a kresebných rázů týče, plemeno se chová v barvě bílé, černé, modré, stříbřité, červené, žluté, červeně a žlutě plavé a v těchto barvách i v tzv. anglické kresbě. Posledním kresebným rázem je tygr. U holubů s anglickou kresbou se na barevném voleti nachází bílý půlměsíc, bílé jsou i rousy a supí pera a krajní ruční letky. Na rozdíl od takto zbarvených anglických voláčů se u staroholandského voláče v anglické kresbě nepřipouští bílé peří v okolí ramen, tzv. rozety.